# Caribbomerus
Caribbomerus is een kevergeslacht uit de familie van de boktorren (Cerambycidae). De wetenschappelijke naam van het geslacht werd voor het eerst geldig gepubliceerd in 2003 door Vitali & Rezbanyai-Reser.

## Soorten
Caribbomerus omvat de volgende soorten:
- Caribbomerus asperatus (Fisher, 1932)
- Caribbomerus attenuatus (Chevrolat, 1862)
- Caribbomerus brasiliensis (Napp & Martins, 1984)
- Caribbomerus charynae (Micheli, 2003)
- Caribbomerus decoratus (Zayas, 1975)
- Caribbomerus elongatus (Fisher, 1932)
- Caribbomerus exiguus (Zayas, 1975)
- Caribbomerus howdeni (Napp & Martins, 1984)
- Caribbomerus mexicanus (Napp & Martins, 1984)
- Caribbomerus picturatus (Napp & Martins, 1984)
- Caribbomerus productus (White, 1855)
- Caribbomerus similis (Fisher, 1932)